# Hua Tuo
Pour les articles homonymes, voir Hua.
Dans ce nom chinois, le nom de famille, Hua, précède le nom personnel.

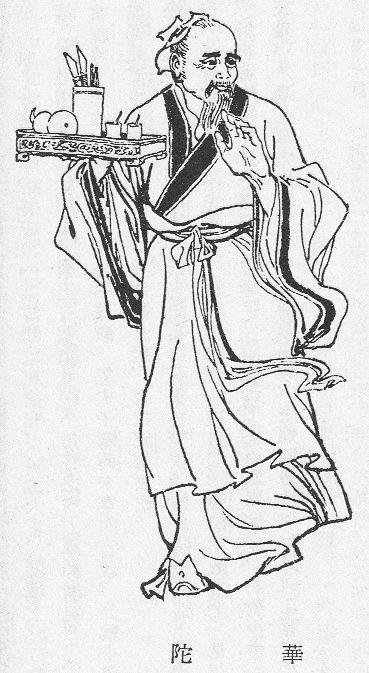
Hua Tuo

Hua Tuo 华佗 (110–207), est un célèbre médecin chinois de l'époque de la dynastie des Han orientaux.
On lui attribue la découverte de la narcose (ma zui fa) et l'art des ouvertures abdominales (kai fu shu). Mais les études récentes de l'influence du Bouddhisme indien sur la médecine chinoise, amènent à penser que ses prodiges médicaux ne doivent pas être pris à la lettre mais doivent être situés dans le contexte de la littérature centrée sur le miraculeux, le bizarre et le fantastique, très développée à l'époque. En Chine, les légendes médicales sont souvent prises pour des preuves de pratiques réelles (Salguero, 2009).

## Biographie suivant les chroniques historiques
Les plus anciens éléments biographiques se trouvent dans les Chroniques des Trois Royaumes (三国志, pinyin : Sānguó Zhì) écrites à la fin du IIIe siècle et le Livre des Han postérieurs (后汉书, pinyin : Hòuhàn shū) du Ve siècle.
D'après la première source hagiographique, Hua Tuo est peint sous les traits d'un médecin taoïste chevronné. Il aurait reçu une bonne éducation classique. Et quoique sa connaissance des Classiques confucéens lui aurait permis d'accéder à de hautes responsabilités dans l'administration, il préféra exercer la médecine. « Il était habile dans la technique de nourrir sa nature (yangxing). Les gens de sa région pensaient tous qu'il avait une centaine d'années bien qu'il apparaissait encore jeune et solide. Il était très habile pour prescrire des médicaments et guérir les malades » (Sanguo zhi,). D'après le Livre des Han postérieurs, ses contemporains le considéraient comme un Immortel (xian 仙).

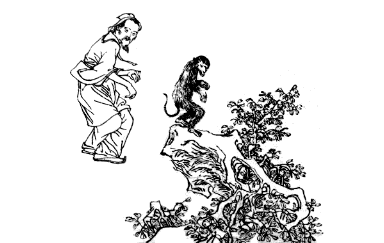
Daoyin, imiter les mouvements du singe

Les Chroniques des Trois Royaumes décrivent précisément dix-sept cas médicaux où il put exercer son talent.
Dans cinq cas, il ne fait aucune prescription mais seulement des pronostics qui s'avèrent vrais. Il avertit "reposez-vous" ou "ne buvez pas d'alcool" sinon "vous mourrez". Le patient ne suit pas ses conseils et décède illico. Ou encore, il conseille au magistrat Yin Shi qui souffrait de ses quatre membres, de prendre quelque chose de chaud. « Si vous transpirez, vous guérirez, sinon vous mourrez dans les trois jours ». Le patient n'ayant pas transpiré mourut. Plusieurs cas semblables illustrent la perspicacité remarquable du médecin capable de prédire la mort d'un individu, en prenant son pouls et en examinant son teint (les seuls types de diagnostics médicaux utilisés).
Il soignait à l'aide des deux grandes techniques thérapeutiques de l'époque : l'acupuncture et les drogues médicinales. Deux cas d'expulsions de parasites par des vomitifs sont donnés.
Un traitement intéressant de la douleur est proposé. Pour soulager les douleurs d'une femme qui s'était faite piquer par un scorpion, il lui propose de garder la main trempée dans un bain d'eau chaude. Et grâce à ce procédé, la femme peut enfin prendre un peu de repos.
Les Chroniques des Trois Royaumes relatent aussi des exercices d'étirements. Hua Tuo soutenait que pour vivre longtemps en bonne santé, le corps devait être en permanence en mouvement. Il fallait se tordre le cou comme les hiboux. Il fallait s'étirer comme les animaux savent bien le faire spontanément. Il proposait de prendre modèle sur le tigre, le cerf, l'ours, le singe et l'oiseau. Il appelle cet exercice le Jeu des cinq animaux wu qin zhi xi 五禽之戏. « Il prévient les maladies, il est bénéfique aux membres car c'est un exercice d'étirement dǎoyǐn 导引. »
Mais la technique qui retient le plus l'attention des historiens de la médecine est la chirurgie, car contrairement aux autres cas, ce procédé ne s'intègre pas naturellement à la médecine de l'époque, fondée sur la théorie des correspondances systématiques. Dans ce cadre conceptuel, le médecin cherche à soulager les maladies en remontant les chaînes de correspondances de l'organe malade à l'organe source où il rétablira l'équilibre fonctionnel.
« Si la maladie se concentrait à l'intérieur, là où les aiguilles et les drogues ne pouvaient aller, il recourait à la "chirurgie". Il faisait alors boire une décoction de mafeisan 麻沸散. Aussitôt, le patient perdait connaissance, comme ivre-mort. La cause du mal pouvait être enlevée. Si la maladie était dans l'intestin, il le coupait et le lavait. L'abdomen était recousu et un onguent était appliqué. La douleur disparaissait quatre à cinq jours plus tard. Le patient retrouvait graduellement la conscience et dans l'espace d'un mois il retrouvait un état normal » (Sanguo zhi).
Pour son plus grand malheur, Hua Tuo fut appelé auprès du terrible seigneur de guerre Cao Cao pour soigner ses maux de tête. Mais après un certain temps Hua Tuo invoqua une maladie de sa femme pour retourner chez lui. Une fois à la maison, il traina des pieds pour rejoindre le général qui réclamait ses soins avec insistance. Finalement, Cao Cao en prit ombrage et le fit exécuter. Lors de la mort de son fils à 13 ans, Cao Cao aurait dit : « Que je regrette d'avoir tué Hua Tuo, j'ai condamné mon fils à mort ! »

## Hua Tuo, une figure légendaire
De nombreux lettrés depuis les temps anciens ont émis des doutes sur la véracité des hagiographies des Chroniques des Trois Royaumes et du Livre des Han postérieurs.
On trouve des objections de types rationalistes, comme celles du lettré confucéen Ye Mengde (1077-1148) qui présenta des objections à la possibilité que Hua Tuo ait pu effectuer une opération chirurgicale sous anesthésie, compte tenu des connaissances et techniques de l'époque.
Dans l'état actuel de la connaissance de la littérature médicale, la première opération de la cataracte attestée date du VIIIe siècle. Auparavant, les textes de Mawang dui du IIe siècle avant notre ère mentionnent quelques opérations légères. L'opération chirurgicale couramment attestée dans la Chine ancienne est la castration des jeunes pour fournir des eunuques à l'empereur. Même s'il y a eu quelques anesthésies locales, des sutures et des extractions de corps étrangers, durant les Six dynasties, aucune donnée ne permet de penser que des chirurgies abdominales radicales n'aient pu être effectuées.
Les principales objections sont venues avec le développement des études philologiques des textes indiens et chinois. La connaissance des textes médicaux indiens a permis de mieux comprendre l'influence que le bouddhisme et la médecine ayurvédique indienne ont pu exercer sur la médecine chinoise. Le principe de compassion universelle qui devait animer les moines bouddhistes les ont poussés à ouvrir des dispensaires et des hospices dans les monastères et à développer un idéal monastique de guérisseur fabuleux de l'âme et du corps.
C'est à un philologue chinois qui maitrisait aussi le sanscrit et le pali, Chen Yinke (Yinque) (1890-1969), que l'on doit d'avoir reconsidéré l'influence du bouddhisme indien sur la médecine chinoise.
Dans les années 1930, il remarqua que les biographies des Chroniques des Trois Royaumes (Sanguo zhi) contenaient de nombreux emprunts aux avadāna, ces contes bouddhistes qui liaient les actions vertueuses effectuées dans une vie passée avec des événements survenant dans des vies ultérieures. Il suspectait que « Hua Tuo » était un nom d'origine indienne et qu'il pouvait ne désigner qu'un personnage légendaire. Pour lui, le docteur Hua Tuo ne serait qu'une figure anthropomorphique incarnant la médecine dans la Chine ancienne,.
À la suite de Chen Yinke, de nombreux spécialistes des relations médicales entre l'Inde et la Chine ont signalé les similarités entre la biographie de Hua Tuo (et de Bian Que, un autre médecin) et de Jīvaka Kumārabhŗta, un célèbre médecin disciple du Bouddha dont la vie est contée dans le Jīvaka sūtra. De multiples recensions de l'hagiographie de Jīvaka se trouvent en pali, sanscrit, tibétain et chinois. Chaque recension reflète des particularités culturelles régionales. La traduction en chinois du récit des exploits de guérisseur de Jivaka, le "Roi des médecins" (yiwang 医王) se fit en mobilisant la terminologie médicale chinoise et des cadres de légitimité traditionnel afin de faire du héros bouddhiste un "médecin numineux" (shenyi 神医) proprement Chinois. En effet, la traduction chinoise fait des références à l'acupuncture, une technique inconnue de la médecine indienne de l'époque. Ce qui était à l'origine un texte légitimant la discipline monastique, devint dans la traduction chinoise un texte populaire destiné aux laïcs. Ces hagiographies sont intégrées à divers textes comme le Amrapāli et Jīvaka Avadāna Sūtra (Fo shuo Nainü Qiyu yinyuan jing 佛说奈女N其域因缘经).
Jivaka, appelé le "Roi des médecins", effectua quelques opérations chirurgicales remarquables. Son opération d'un côlon obstrué est bien connue. Il procéda en une séquence de quatre procédures : administrer un anesthésique, ouvrir la région abdominale, réparer le côlon et finalement suturer les incisions. Cette opération n'est pas surprenante dans la source indienne, puisque des techniques chirurgicales étaient décrites dans les textes médicaux indiens de traditions ayurvédiques (Carakasamhitā, Susrutasamhitā) mais est plus inattendue dans le contexte chinois.
Pour Salguero 2010 :
« Lorsque le bouddhisme fut transmis en Chine au cours du premier millénaire, les textes, doctrines et narrations concernant les modèles de guérison indiens des Tripitaka furent rempaquetés, reconceptualisés et recréés pour l’audience chinoise dans un projet prolongé de traduction littéraire et culturel. Comme tous les traducteurs, les interprètes chinois du Bouddhisme définirent et expliquèrent les idées étrangères en les reliant aux idées familières du contexte indigène. »
Il faut lire les récits merveilleux des prodiges médicaux de Hua Tuo, Bian Que ou Jivaka comme des récits merveilleux de guérisseurs magiques (fang shi 方士), détenteur d'un savoir ésotérique et de pouvoirs étranges. À partir des Han, toute une littérature de prodiges, de récits merveilleux de phénomènes anormaux et bizarres (zhiguai 志怪) s'est développée. Comme tous les mages de ces récits, les "médecins numineux"  (shenyi 神医) font des interventions chirurgicales prodigieuses, prodiguent des drogues miraculeuses et sont capables d'une vision surnaturelle leur permettant de prédire infailliblement le devenir des patients. Les recoupements de ces récits ne peuvent donner d'informations sur la transmission de pratiques médicales indiennes mais n'ont été retenues que parce qu'elles donnent des matériaux à la littérature du merveilleux de l'époque.